# Mariko Masubuchi
Mariko Masubuchi (増淵 まり子, Masubuchi Mariko, 24 janvier 1980 -) est une joueuse de softball japonaise. Durant les Jeux olympiques d'été de 2000, elle remporta la médaille d'argent avec l'équipe japonaise de softball.